# Po Toi O
No debe ser confundido con Po Toi, una isla al sur de Hong Kong.

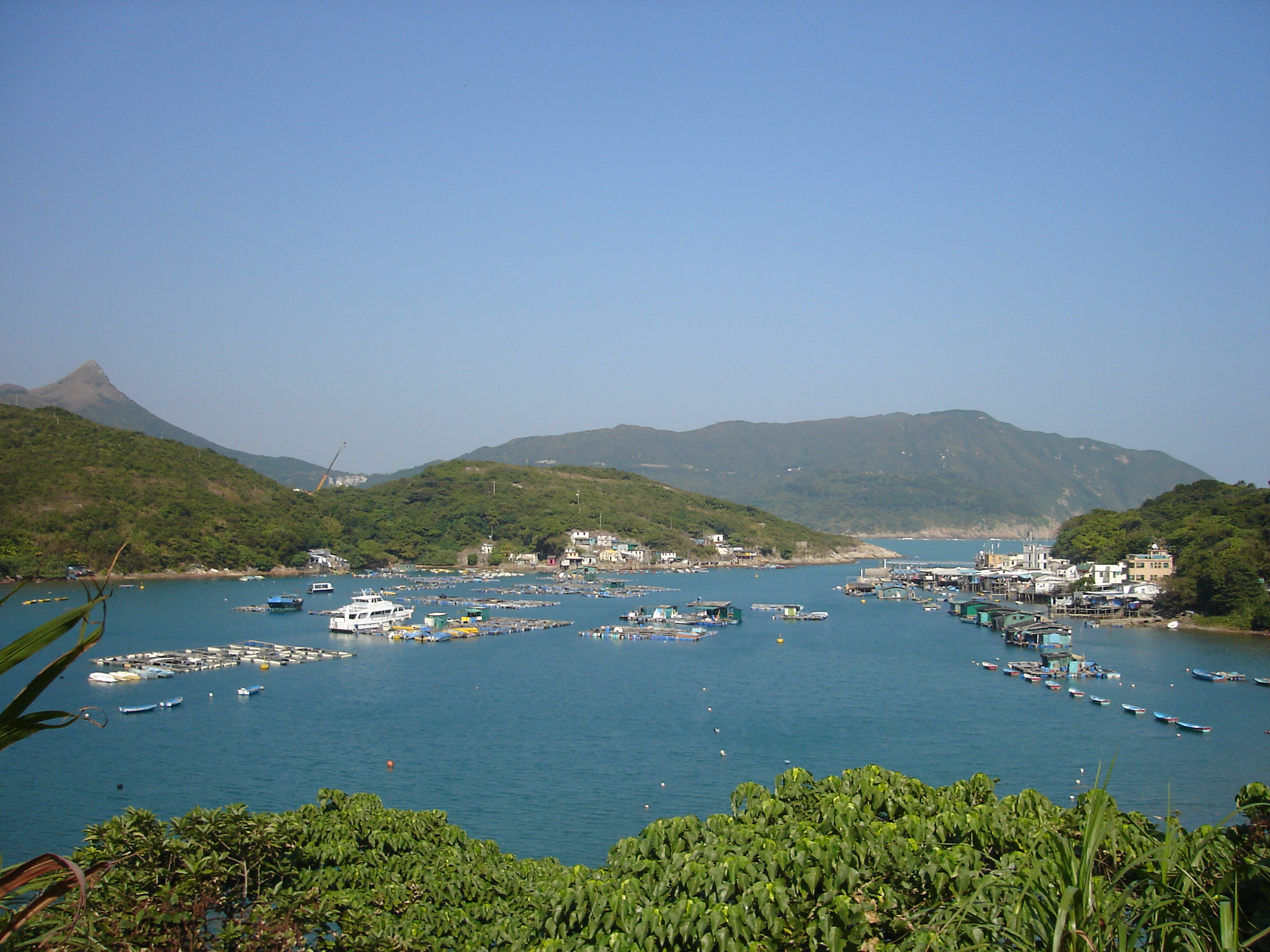
Po Toi O

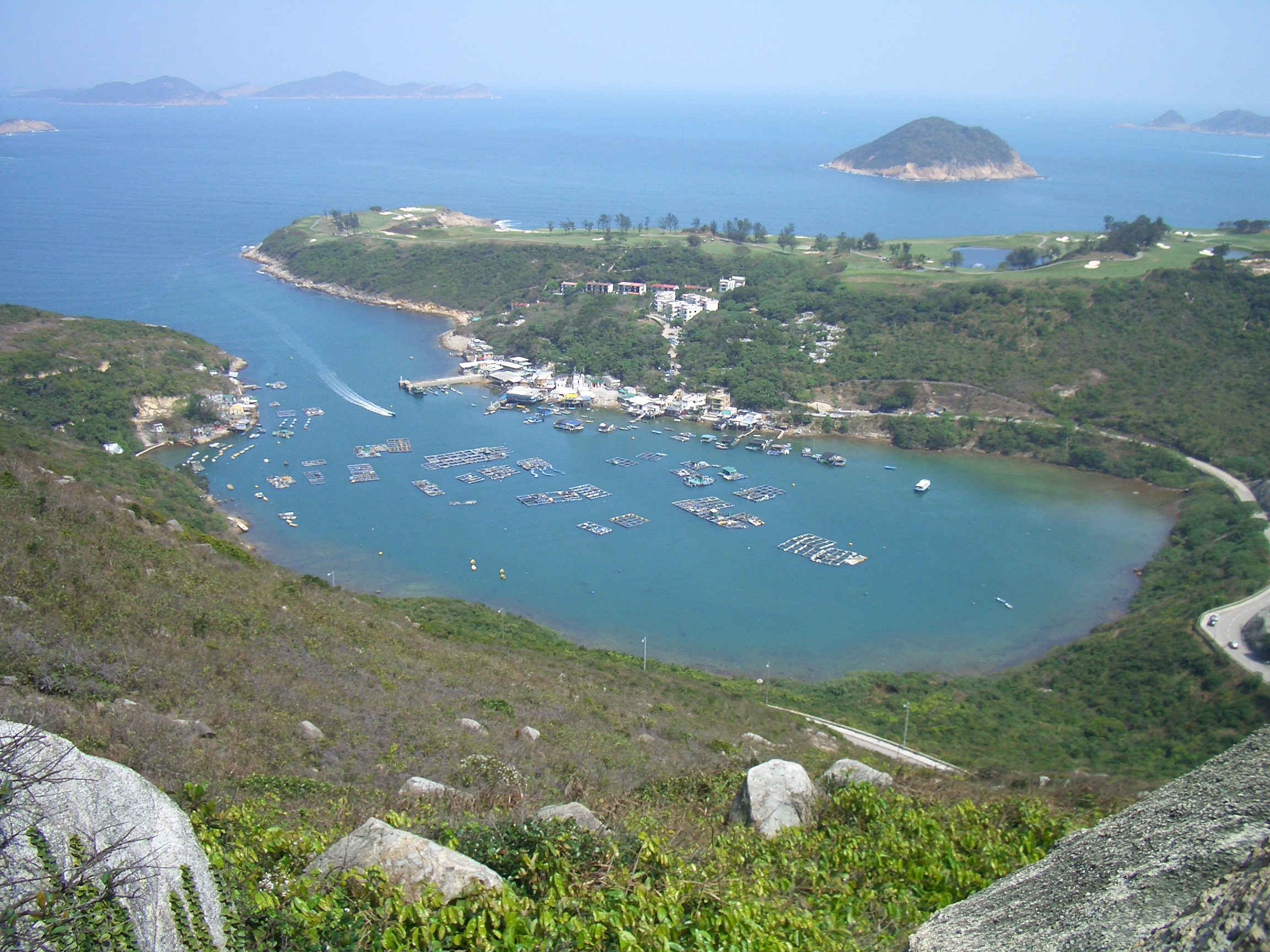
Po Toi O desde una perspectiva más alta.

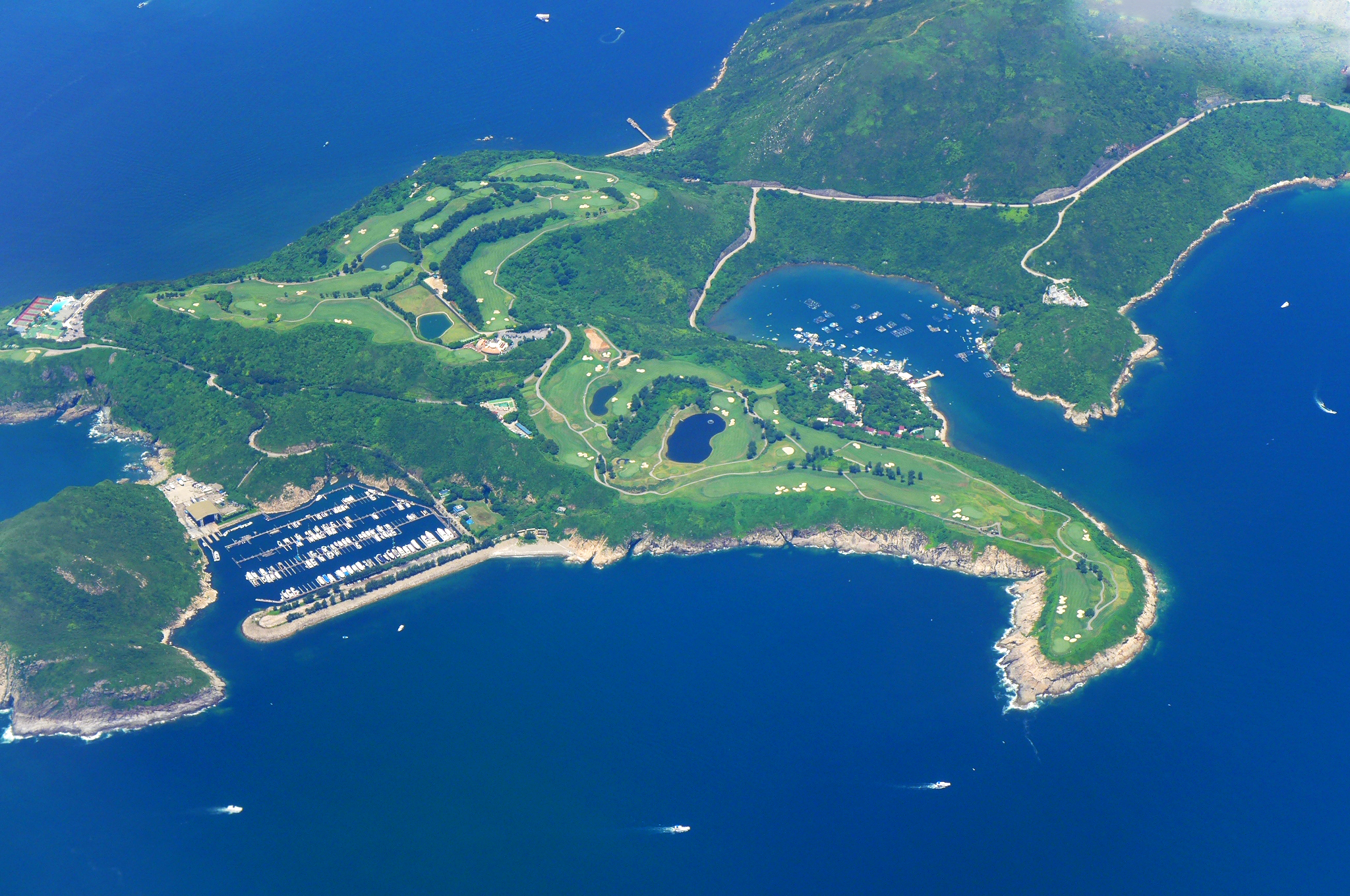
Po Toi O y el campo de golf Clear Water Bay.

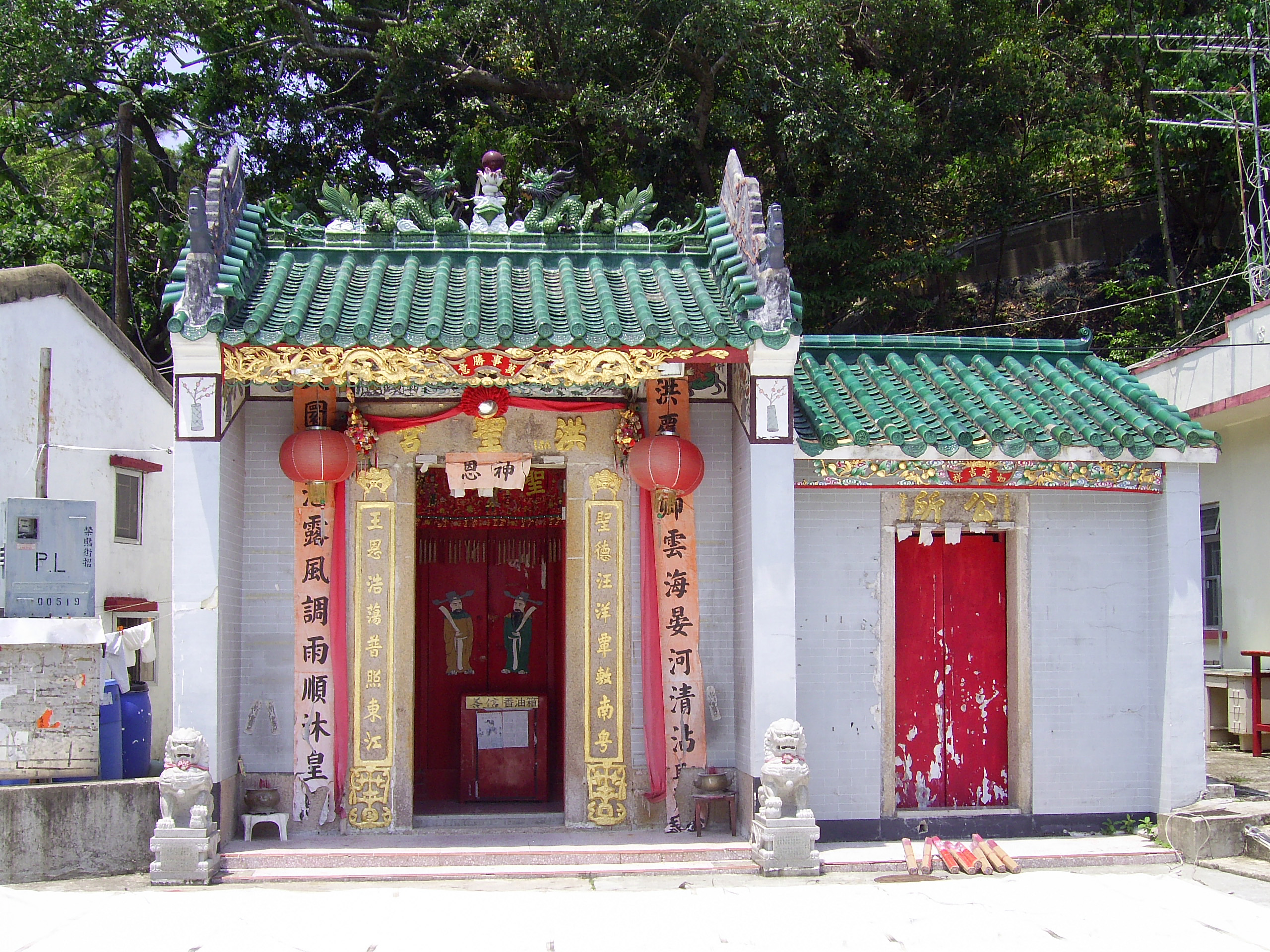
El Templo Hung Shing de Po Toi O. Adyacente a él se encuentra el edificio Kung So.

Po Toi O (en chino tradicional, 布袋澳: en chino tradicional, 布袋澳) es un pequeño pueblo de pesca en la Península de Clear Water Bay, Sai Kung, Nuevos Territorios, Hong Kong.
El pueblo está situado en una bahía con forma de saco, de donde viene el nombre Po Toi (que significa "saco"). Todos los habitantes del pueblo tienen el mismo apellido: Po (布).[cita requerida]

## Características
Este pequeño pueblo de pesca tiene dos restaurantes de marisco y es popular entre los turistas.
Hay un Templo Hung Shing en Po Toi O. El templo fue construido probablemente en 1663. Se construyó un edificio llamado Kung So (公所) adyacente al templo en 1740 y se usó para tratar asuntos del pueblo y como escuela hasta la década de 1930.

## En la cultura popular
- Partes de la película de Hollywood Lara Croft Tomb Raider: La Cuna de la Vida se rodaron aquí.
- La famosa chef australiana Kylie Kwong visitó Po Toi O para uno de los episodios de su programa televisivo "Kylie Kwong: Simply Magic". El episodio se apellidó "La Isla escondite de Hong Kong" (Hong Kong Island Hideaway).

## Transporte
Se puede llegar a Po Toi O por tierra utilizando la Carretera Po Toi O Chuen (布袋澳村路). Al pueblo llega el minibús verde número 16: desde Po Lam, Tseung Kwan O a Po Toi O.